# The Inkwell
Pour plus de détails, voir Fiche technique et Distribution.
The Inkwell est un film américain réalisé par Matty Rich, sorti en 1994.

## Distribution
- Larenz Tate as Drew Tate
- Joe Morton as Kenny Tate
- Suzzanne Douglass as Brenda Tate
- Glynn Turman as Spencer Phillips
- Vanessa Bell Calloway as Francis Phillips
- Adrienne-Joi Johnson as Heather Lee
- Morris Chestnut as Harold Lee
- Jada Pinkett as Lauren Kelly
- Duane Martin as Junior Phillips
- Mary Alice as Evelyn
- Phyllis Yvonne Stickney as Dr. Wade
- Markus Redmond as Darryl
- Perry Moore as Moe
- Akia Victor as Charlene
- Special appearance by the R&B group Jade